# Fabrice Jeandesboz
Fabrice Jeandesboz (Loudéac, Bretaña, 4 de diciembre de 1984) es un ciclista francés. 
Fue profesional desde 2009 cuando debutó con el equipo Besson Chaussures-Sojasun, aunque antes de su paso a profesionales corrió algunas carreras con el Bouygues Telecom, posteriormentea llamado Europcar, y con la Française des Jeux. En septiembre de 2017 anunció su retirada.

## Palmarés
2009
- Manche-Atlantique

2015
- 1 etapa del Rhône-Alpes Isère Tour

## Resultados en Grandes Vueltas
Durante su carrera deportiva consiguió los siguientes puestos en las Grandes Vueltas:
| Carrera | Carrera         | 2009 | 2010 | 2011  | 2012 | 2013 | 2014 | 2015 | 2016 | 2017 |
| ------- | --------------- | ---- | ---- | ----- | ---- | ---- | ---- | ---- | ---- | ---- |
|         | Giro de Italia  | —    | —    | —     | —    | —    | —    | —    | —    | —    |
|         | Tour de Francia | —    | —    | 124.º | 54.º | —    | —    | —    | 60.º | —    |
|         | Vuelta a España | —    | —    | —     | —    | —    | —    | 17.º | Ab.  | —    |

—: no participa
Ab.: abandono

## Equipos
- Sojasun (2009-2013)
  - Besson Chaussures-Sojasun (2009)
  - Saur-Sojasun (2010-2012)
  - Sojasun (2013)
- Europcar/Direct Énergie (2014-2017)
  - Team Europcar (2014-2015)
  - Direct Énergie (2016-2017)